# جوش هاردينغ
جوش هاردينغ هو لاعب هوكي الجليد كندي، ولد في 18 يونيو 1984 في ريجاينا في كندا.

## وصلات خارجية
- جوش هاردينغ على موقع دوري الهوكي الوطني (الإنجليزية)
- جوش هاردينغ على موقع قاعة مشاهير الهوكي (لاعب أن.إتش.أل) (الإنجليزية)
- جوش هاردينغ على موقع الدوري الأمريكي لهوكي الجليد (الإنجليزية)
- جوش هاردينغ على موقع EliteProspects.com (الإنجليزية)
- جوش هاردينغ على موقع HockeyDB.com (الإنجليزية)
- جوش هاردينغ على موقع Hockey-Reference.com (الإنجليزية)